# 下の句かるた

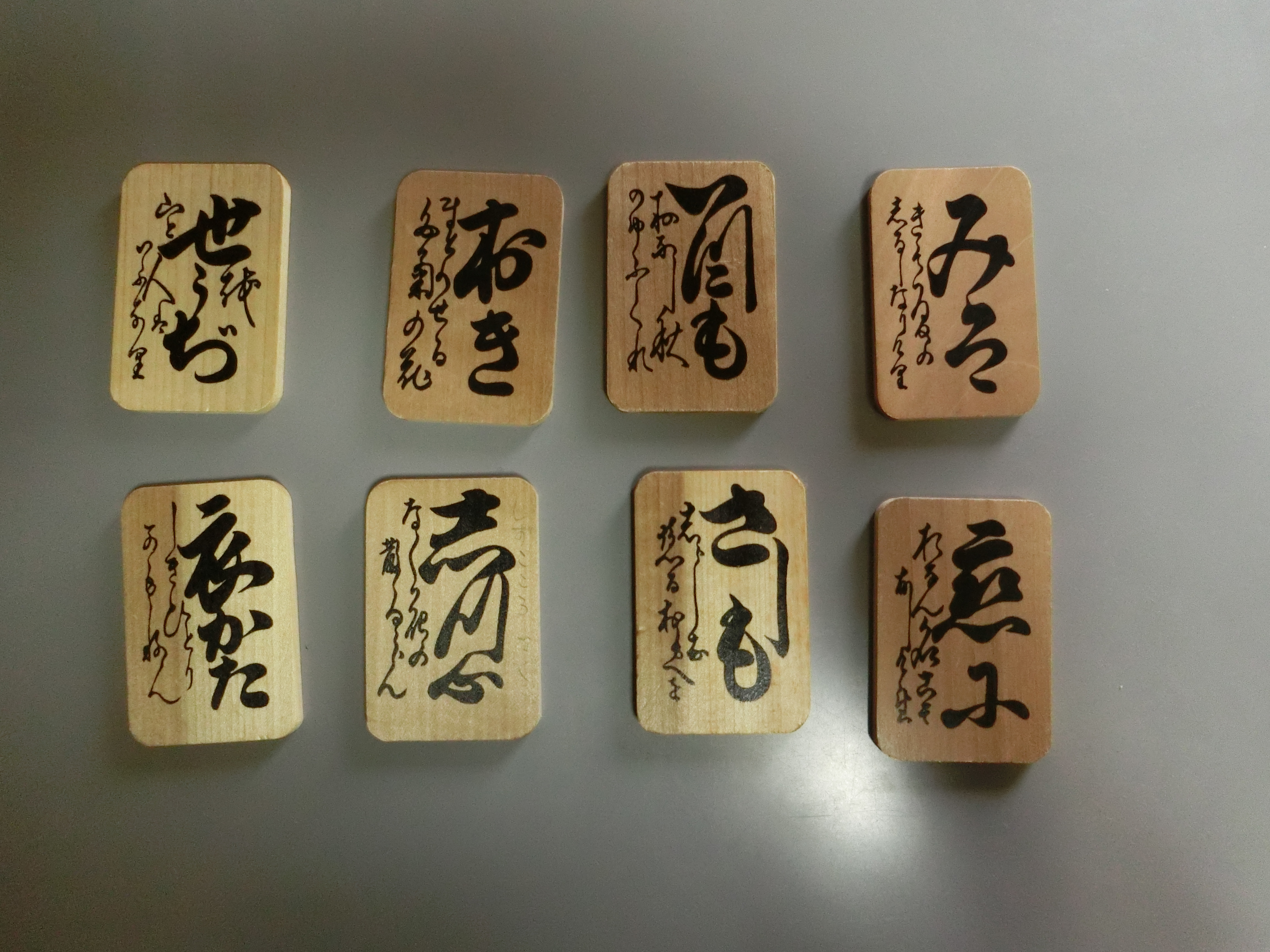
下の句かるた。

下の句かるた（しものくかるた）は、北海道で遊ばれるかるた遊び。
古来から続く雅な遊びであった百人一首を、北海道を開拓する人たちが、娯楽のない毎日を改善させる窮余の策の一つとして、より庶民に近づけるべく発展させた、歌がるたの一種。
北海道の人は、これを、いわゆる百人一首だと思っている人が多い。
読み札には、一般的な百人一首と同じように、歌人の名前、肖像、上の句と下の句が書かれた紙の札を用いる。しかし、読み上げるのは下の句のみである。
取り札はホオノキなどの木製で、独特な書体の変体仮名を用いて下の句が書かれている。この、独特な書体を発明した人物が誰なのか、は未だに分かっていない。
上記の理由から、「板かるた」とも呼ばれている。

## 発祥
下の句かるたは、文化・文政期の（1804年 - 1830年）頃、会津藩の武家や商家で行われるようになった。このことは会津若松市史に書かれているものの、原典史料があるわけではなく、あくまでも口伝筆記によるものである。明治維新後、会津藩の人々が北海道へ入植している関係から、道内に普及したものと考えられる。大正にかけてまでは、1チーム4または5人制が主流であった。

## 対戦方法
競技は1チーム3人の対抗戦で行われる。3人は攻め（突手）、中間（中堅）、守り（守備）に分かれて横1列に並び、攻めと敵チームの守りが向き合う。
各チームが50枚ずつ札を持ち、それを3人で分けて配置する。初期配置は、各5枚以上となっているが、攻め5枚、中間5枚、守り40枚の分け方が一般的である。持っている札が読まれ、持ち札が5枚未満になったら、読み上げの合間に札を横に送って5枚以上を保つ。また、チームの札の総枚数が14枚以下となった場合は各人3枚以上、8枚以下になった場合は各人1枚以上の札を持つ。
取ることのできる札は自分の持ち札と向かいの敵の札のみであり、横の札は取れない。敵の札を取ったときには味方の札を敵側に送る。お手つきの場合は敵から、守りから攻めを通されて札を受け取る。
チームの残り札が2枚になると、持ち札がなくなったメンバーとその向かいの敵が抜けて2人対2人の対戦となる（敵方は抜けるときに自分の持ち札を横のメンバーに送る）。残り1枚になると同様に1人対1人の対戦となり、0枚になれば勝利となる。
残り2枚以下になったチームがお手つきにより3枚以上となった場合でも、3人対3人の対戦には戻らない。
また、道南の七飯町では更に特殊な対戦方法である。1チーム3人で両端は5枚×3段で15枚、中央は（7枚×2段）+6枚（=1段）=3段で1チーム50枚を成立させる。自分の札や相手の札は勿論、横の札も取ってよい。お手つき（「てっぱ」）の場合は取った人からその場で直接札を渡される（チームメイトからなら誰からでもよい）。
本来の札を取った後の「てっぱ」は無効、相手チームの人が自分の持ち札を「てっぱ」するのは有効（= 持ち札/チームメイトの持ち札から相手チームに直接渡す）、自分と相手の双方が「てっぱ」し、自分のチームメイトが相手チームの札を取るなどの場合は「ちょんちょん」になる（=持ち札を相手チームに渡すことはできず、そのままとなる）。また、「てっぱ」した後、次の札が読まれているときは、「てっぱ」した人に札を渡せない（=無効）。
最初に読まれる「から札」の種類は自由であり、読み方も読み手によってかなり変わる。
チーム内での札の移動は自由であり、できるだけチームの3人全員が平等な枚数にするのが一般的である。持ち札が6枚になったら2段、5枚になったら1段にする。札を並べる際、シートの中央にある二重線の自分側の線と札の先を合わせる。基本的に読み札が読まれ始めたら、手は膝に置かねばならなく、世間一般的なルールでの試合でよく見られる床を叩いて威嚇するなどの行為は決してできない。
自分のチームの持ち札が無くなったら、両端のどちらかが最初に抜け、続いてもう片方の端の人が抜け、中央の人が残る。無論、相手チームは、それに合わせて抜けたり、抜けた人の場所に札を持って移動して戦ったりする。
七飯町は、大中山地区と七飯（本町）地区と大沼地区に分かれて予選大会を行い、勝ち抜いたチームはその数日後に「チャンピオン大会」を行って3地区が戦い、それにも勝ち抜いたチームはそのまた数日後に、世間一般のルールが適用される渡島大会が行われる。
創作物では、『ちはやふる』9巻で簡単に紹介されているが、一方の手で相手の取ろうとする手を妨害したり床を叩いて相手を威嚇するなど、競技かるたに比べて野卑な遊戯として否定的に描かれている。